# Adolf Bertram
Adolf Bertram (14 tháng 3 năm 1859 - 6 tháng 7 năm 1945) là Hồng y của Giáo hội Công giáo người Ba Lan. Ông nguyên là Tổng giám mục của Breslau (nay là Wrocław, Ba Lan).
Adolf Bertram sinh ra ở Hildesheim, tỉnh Hanover thuộc Hoàng gia Phổ (nay là Lower Saxony), Đức. Ông đã nghiên cứu thần học tại Đại học Munich, Đại học Innsbruck, và Đại học Würzburg. Ông có bằng tiến sĩ thần học và tiến sĩ trong giáo luật vào năm 1884. Ông thụ phong linh mục năm 1881. Ngày 26 tháng 4 năm 1906, ông được bầu làm giám mục Hildesheim, một cuộc bầu cử nhận được sự xác nhận của Giáo hoàng vào ngày 12 tháng 6 năm 1906.
Tám năm sau, vào ngày 8 tháng 9 năm 1914, Giáo hoàng xác nhận việc bầu cử của ông bởi giáo đoàn Breslau. Ngày 28 tháng 10, ông nhận chức giám mục. Kể từ năm 1824, tước hiệu Giám mục của Breslau chỉ là một tước hiệu kính trọng được cấp cho những người đương nhiệm, không có giám mục cai trị thế tục và được cấp một ghế trong Nhà của các lãnh chúa Phổ và Áo. của Lords. Tuy nhiên, điều này đã bị bãi bỏ khi Áo và Phổ trở thành nước cộng hòa sau năm 1918. Bertram tiếp tục sử dụng tước hiệu giám mục sau đó cho đến khi ông được xếp làm Tổng giám mục của Breslau vào ngày 13 tháng 8 năm 1930. In the end, almost 60% of Upper Silesians voted for Germany.

Vào ngày 4 tháng 12 năm 1916, Bertram được phong làm hồng y nhưng không dám công bố vì sợ gây ra phản ứng tiêu cực chống lại Giáo hội từ phía lực lượng Đồng minh, đặc biệt là từ phía Ý. Sau khi các cuộc xung đột chấm dứt, việc bổ nhiệm của ông được công bố vào ngày 5 tháng 12 năm 1919. Từ năm 1919 đến khi qua đời, ông cũng là Chủ tịch Hội đồng Giám mục Công giáo Fulda, đại diện cao nhất của Giáo hội Công giáo ở Đức.